# Водосье
Водосье —  деревня в Чудовском районе Новгородской области в составе Успенского сельского поселения.

## География
Находится на севере Новгородской области на расстоянии приблизительно 13 км на восток-северо-восток по прямой от районного центра города Чудово.

## История
На карте 1840 года отмечена была  как поселение с 29 дворами. В 1907 году здесь (тогда деревня Новгородского уезда Новгородской губернии) было учтено 69 дворов. На карте 1937 года обозначена как поселение с 93 дворами.

## Население
Численность населения: 272 человека (1907 год), 10  (русские 100%) в 2002 году, 7 в 2010.